# サンキタ広場

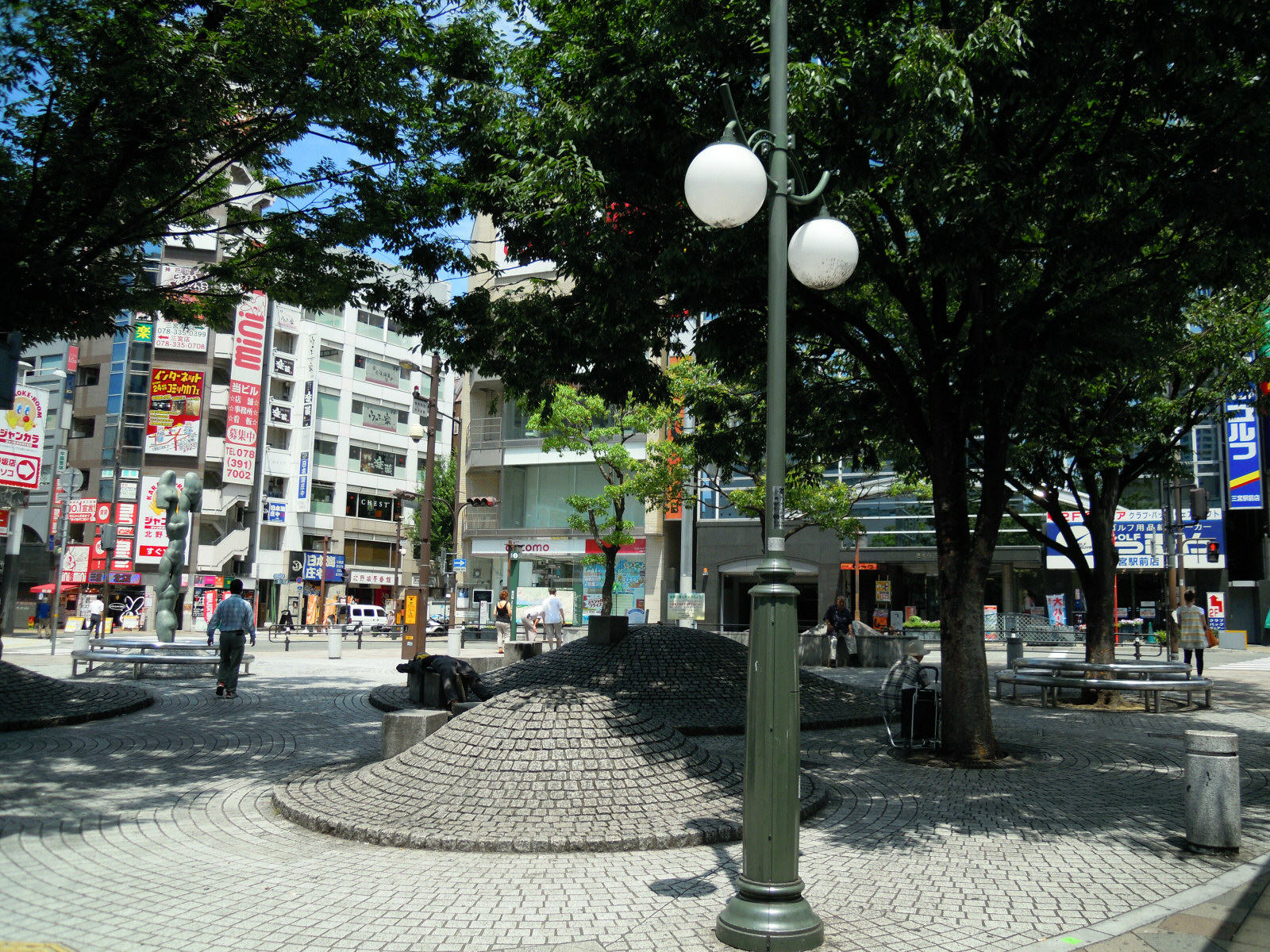

サンキタ広場（サンキタひろば）とは兵庫県神戸市中央区に存在する広場。

## 概要
阪急神戸三宮駅東口（神戸市中央区加納町）にある。「パイ山」や「でこぼこ広場」などと呼ばれて待ち合わせ場所などとして親しまれてきたが、このような呼ばれ方をされているのは広場内に石で造られたおわん型の山が三つ存在したことに由来する。
2006年より彫刻家新谷琇紀による作品「AMORE」が設置されている。
この広場はかつては名称が存在せず、「パイ山」などの呼び名が存在するのみであった。だが2007年に「阪急三宮北広場に愛称をつける会」という団体による公募活動によって「さんきたアモーレ広場」（さんきたアモーレひろば）と名づけられた。しかし、神戸市都心三宮再整備課の担当者は「さんきたアモーレ広場」の名称は「浸透しているとは言い難い」状況としている。
2021年10月の改修後、神戸市は公式名称を決めない方針を打ち出し、行政の広報などでは便宜上「サンキタ広場」を使うことになった。

## 歴史
1985年に神戸市営地下鉄三宮駅の建設と併せて整備された。開設時の広さは約1000平方メートルで「広場」でありながら開設時は道路の一部だったことから屋台や放置自転車を防ぐために広場内に3つの小さなマウンドが設けられた。

### 治安と政策
かつてのこの広場も含めた周辺は青少年が集まりトラブルを起こしたり、客引きや違法駐車や不法投棄や立て看板、バンド演奏などで町の美観や安全が損なわれる原因となっている場所であった。これに対して2003年より行政は「三宮クリーン作戦」と名付けた、検挙や補導やパトロールを行い改めてきた。路上ライブが行われてきた場所であったが、これも禁止となった。
「さんきたアモーレ広場」という名称へとする活動が行われたのも、「パイ山」という女性の胸部を思わせる性的な呼び名を改めることで、青少年の健全育成と有効利用を進めていくためであるからとされる。

### バリアフリー化
2016年よりこの広場に隣接する神戸阪急ビル東館の建て替え工事が行われることとなり2016年5月に閉鎖された。神戸市の担当者は広場は元通りにする予定であるとしたが、周辺の再開発の構想とともに広場のデザインを変えることもあるとした。
2021年10月2日にリューアルオープンした広場は広さが約200平方メートルに拡張され、西側のサンキタ通り（再整備で歩行者優先道路に変更）とともにバリアフリー空間に変更された。建築家の津川恵理の設計により広場内にはテーブルや椅子として利用できる楕円形の円盤が複数設置された。また、アーティストのライブなどのイベント利用も可能となった。

## 逸話
- ナオト・インティライミの楽曲「待ちあわせ」の歌詞にこの広場が「パイ山」の呼称で出ている[6]。